# São Sebastião do Caí
São Sebastião do Caí is een gemeente in de Braziliaanse deelstaat Rio Grande do Sul. De gemeente telt 21.142 inwoners (schatting 2009).